# Bank of the West Classic 1996
Il Bank of the West Classic 1996 è stato un torneo di tennis giocato sul sintetico indoor. È stata la 26ª edizione del torneo, che fa parte della categoria Tier II nell'ambito del WTA Tour 1996. Si è giocato all'Oakland-Alameda County Coliseum Arena di Oakland negli Stati Uniti, dal 4 al 10 novembre 1996.

## Campionesse

### Singolare
Martina Hingis ha battuto in finale  Monica Seles con il punteggio di 6–2, 6–0

### Doppio
Lindsay Davenport /  Mary Joe Fernández hanno battuto in finale  Irina Spîrlea /  Nathalie Tauziat con il punteggio di 6–1, 6–3